# ساموئل ای تیلور
ساموئل ای تیلور (انگلیسی: Samuel A. Taylor; ۱۳ ژوئن ۱۹۱۲ – ۲۶ مهٔ ۲۰۰۰) یک فیلم‌نامه‌نویس اهل ایالات متحده آمریکا بود.
از فیلم‌های او می‌توان به سه نفر روی نیمکت اشاره کرد.